# Жатай
Жатай (рос. Жатай, якут. Һатай) — міський округ та селище міського типу Республіки Саха, Росія.
Населення селища становить 11 583 особи (2023).

## Географія
Розташоване на лівому березі річки Лена, за 15 км від Якутська.

## Відомі уродженці
- Поздняков Володимир Георгійович — радянський та російський політичний діяч;
- Федоров Валентин Петрович — російський вчений та політик.